# Robin Antin
Robin Antin (Los Angeles, 6 luglio 1961) è una ballerina, coreografa e conduttrice televisiva statunitense.

## Biografia
Nota soprattutto per la sua attività di scopritrice di talenti, ha al suo attivo la formazione della girlband di fama mondiale Pussycat Dolls e di altre tre girlband: Girlicious, Paradiso Girls e G.R.L.
Nel 2007 ha condotto un programma televisivo su MTV alla ricerca della nuova componente delle Pussycat Dolls, chiamato Pussycat Dolls Present: The Search for the Next Doll.
Ha presenziato in un reality show andato in onda su MTV Italia il venerdì sera, nel corso del quale cercava tre cantanti donne per formare una nuova band: le Girlicious.
Ha inoltre presenziato come Giudice nel programma televisivo Abby's Dance Competition.

## Film
Tra i film coreografati:
- Charlie's Angels: più che mai
- La cosa più dolce
- Una hostess tra le nuvole